# Goudéram
Goudéram (auch: Goudderam) ist ein Dorf in der Landgemeinde N’Guelbély in Niger.

## Geographie
Das Dorf befindet sich rund 21 Kilometer südwestlich des Hauptorts N’Guelbély der gleichnamigen Landgemeinde, die zum Departement Maïné-Soroa in der Region Diffa gehört. Zu den weiteren Siedlungen in der Umgebung von Goudéram zählen Farga im Südosten, Kilakam im Südwesten und Ari Boudiram im Westen. Das Dorf liegt in der Landschaft Manga und in der Zone der fruchtbaren Mulden von Maïné-Soroa. Es ist von sandbedeckten Hügeln umgeben.

## Bevölkerung
Bei der Volkszählung 2012 hatte Goudéram 324 Einwohner, die in 47 Haushalten lebten. Bei der Volkszählung 2001 betrug die Einwohnerzahl 69 in 12 Haushalten.

## Wirtschaft und Infrastruktur
Der bedeutende Viehmarkt von Goudéram wird von Züchtern frequentiert, die hier Vieh für den weiteren Handel verkaufen. Es gibt eine Schule im Dorf.